# 道の駅ライスランドふかがわ

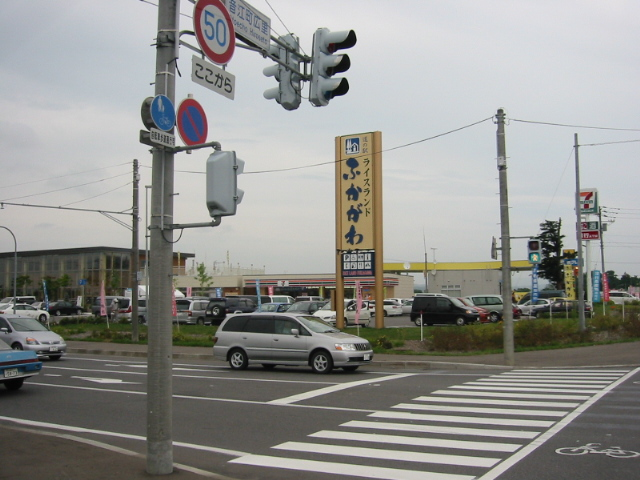
左折すると国道233号に入る

道の駅ライスランドふかがわ（みちのえき ライスランドふかがわ）は、北海道深川市にある道の駅である。
「お米」がテーマの道の駅であり、地元産のお米を味わったり購入したりすることができる。
2004年（平成16年）の「じゃらん」読者の投票で北海道の道の駅で総合1位となった。

## 主な施設
- 駐車場
  - 普通車：71台
  - 大型車：7台
  - 身障者用：2台
- トイレ （いずれも24時間利用可能）
  - 男：大 3器 小 5器
  - 女：8器
  - 身障者用：1器
- 公衆電話：1台
- センターハウス
  - お米ギャラリー
  - レストラン「味しるべ 駅逓（えきてい）」 ※営業時間は、11:00 - 21:00
  - テイクアウトコーナー
  - 情報コーナー
  - 特産品販売コーナー
  - 農産物直売所 ※12月 - 3月のみ、営業時間は、9:00 - 17:00
- ガソリンスタンド
  - ホクレン農業協同組合連合会JAきたそらち音江SS（駐車場に隣接）
  - 出光興産音江給油所（道路を挟んで南側）
- コンビニエンスストア
  - オハナマーケット
- 空知中央バス、道北バス・沿岸バス「音江分岐点」停留所

## 休館日
- 年末年始

## アクセス
直接連絡
- 国道12号 - 登録路線
- 国道233号 - 登録路線
- 北海道道79号深川豊里線

間接連絡
- 道央自動車道（深川IC）

## 周辺
- 北海道立青少年体験活動支援施設ネイパル深川
- アグリ工房まあぶ[4]
- まあぶオートキャンプ場
- 地球の森[5]
- クラーク記念国際高等学校
- イルムの丘 聖マーガレット教会（あいプラン）
- イルムの丘ユースホステル／ユースファーム